# Kolonialmacht
Kolonialmacht è un videogioco strategico a turni multigiocatore sul colonialismo in Africa, pubblicato nel 1987 per Commodore 64 da Reaktör Software, etichetta della Ariolasoft, solo in tedesco.

## Modalità di gioco
Il gioco si svolge su tutto il territorio dell'Africa a partire dal 1884. Da due a quattro potenze europee (Gran Bretagna, Germania, Francia e Italia), controllabili soltanto da giocatori umani, competono per il predominio militare ed economico, su un periodo di tempo fisso di 18 mesi ovvero di 18 turni.
La schermata principale mostra sulla sinistra la mappa dell'Africa, divisa in caselle a griglia esagonale con diversi tipi di terreno. Tutti i giocatori possono vedere tutta la mappa, con visuale a scorrimento in tutte le direzioni. Ogni giocatore controlla una sola città in posizione casuale, che fa da punto di partenza delle armate, e inizia la partita con un patrimonio in talleri e alcune armate.
Ci sono quattro risorse naturali, cacao, tabacco, oro e diamanti, che vengono prodotte dalle piantagioni e dalle miniere in possesso di ciascun giocatore, con rendimento variabile a seconda del tipo di terreno su cui sorgono. I quattro beni si possono comprare e vendere sul mercato, con prezzi variabili a ogni turno, e i guadagni servono ad acquistare truppe e strutture produttive.
Il turno di gioco di un giocatore si compone di tre fasi: acquisto, piazzamento, movimento. Nella prima fase quattro icone permettono di accedere alle funzioni di arruolamento truppe, compravendita merci, costruzione miniere e piantagioni, termine fase. Nella seconda fase si posiziona sulla mappa ciò che è stato acquistato; le nuove unità possono entrare in gioco solo dalle caselle adiacenti alla città, quindi al massimo si schierano 6 nuove unità per turno, mentre le strutture si possono piazzare ovunque. Nella terza fase si possono muovere le truppe.
I nativi non sono direttamente presenti nel gioco; i combattimenti possono avvenire solo tra le potenze protagoniste e non sono strettamente necessari per vincere. Le unità militari si dividono in fanteria e cavalleria e possono attaccare le caselle adiacenti, anche per conquistare miniere e piantagioni avversarie. Per il movimento ogni unità ha a disposizione 30 giorni per turno che si consumano un po' a ogni casella attraversata. Sia le unità sia le strutture hanno una quantità di forza che cala gradualmente a ogni scontro.